# Brian Brendell
Brian Brendell (Rehoboth, África del Suroeste, 7 de septiembre de 1986) es un exfutbolista de Namibia que jugaba en la posición de centrocampista.

## Carrera

### Club
| Periodo   | Club          |
| --------- | ------------- |
| 2005–2008 | FC Civics     |
| 2008-2009 | Invincible FC |
| 2009–2010 | Ramblers FC   |
| 2010–2014 | FC Civics     |

### Selección nacional
Jugó para Namibia en 18 ocasiones de 2005 a 2008 y anotó cinco goles, dos de esos goles fueron en la Copa Africana de Naciones 2008.

## Logros
- Premier League de Namibia (2): 2006, 2007
- Copa de Namibia (1): 2008